# Ракитное (Яворовский район)
Ракитное  (укр. Рокитне) — село в Ивано-Франковской поселковой общине Яворовского района Львовской области Украины.
Население по переписи 2001 года составляло 266 человек. Занимает площадь 1,313 км². Почтовый индекс — 81082. Телефонный код — 3259.

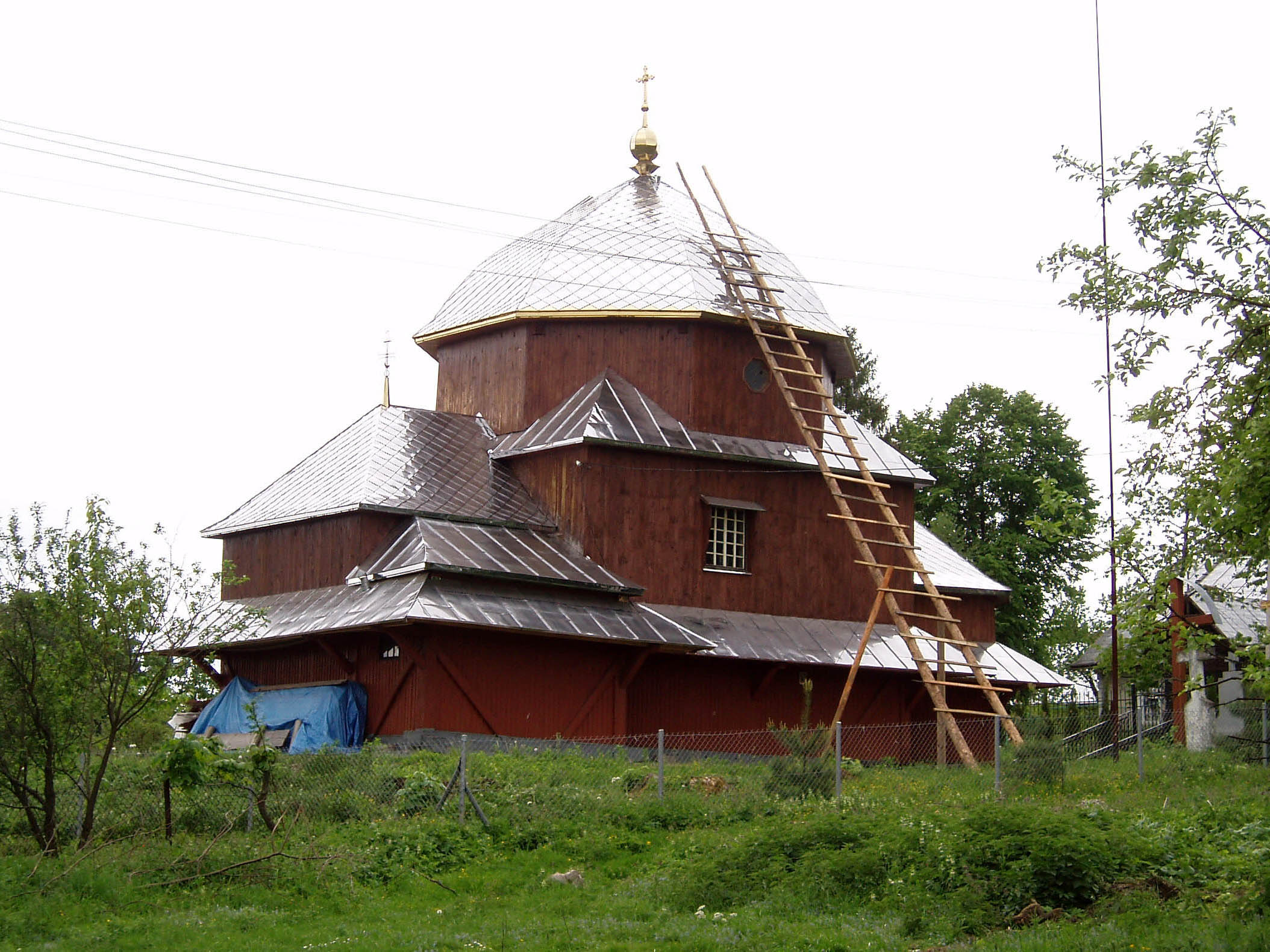
Церковь Собора Богородицы